# Championnat du Cameroun de football 2004
Navigation
Saison précédente Saison suivante
La saison 2004 du Championnat du Cameroun de football était la 44e édition de la première division camerounaise, la MTN Elite 1. Le championnat change de formule cette année : les 18 équipes sont regroupées en 2 poules de 9 équipes qui se rencontrent en matchs aller-retour lors de la première phase. Le dernier de chaque poule est directement relégué en D2. Ensuite, une seconde phase voit la mise en place d'une poule pour le titre avec les 4 premiers de chaque poule et une poule de relégation avec les clubs classés entre la 5e et la 8e place après la première phase.
C'est le Cotonsport Garoua, champion en titre,  qui termine en tête du championnat cette année. C'est le 5e titre de champion de son histoire. Le Cotonsport réalise le doublé Coupe-championnat en battant l'Union Douala en finale de la Coupe du Cameroun.

## Les 16 clubs participants
| - Cotonsport Garoua - Tonnerre Yaoundé - Canon Yaoundé - Union Douala - PWD Bamenda - Espérance Guider - Promu de D2 - Botafogo de Buéa - Promu de D2 - Sable Batié - Kadji Sport Academies - Promu de D2 | - Unisport Bafang - Renaissance Ngoumou - Racing Club Bafoussam - Victoria United - Fovu Baham - Bamboutos Mbouda - Mount Cameroun - Cintra Yaoundé - Université Ngaoundéré - Promu de D2 |

## Compétition
Le barème pour établir les différents classements est le suivant : 
- Victoire : 3 points
- Match nul : 1 point
- Défaite, abandon ou forfait : 0 point

### Première phase

#### Groupe A
| Rang | Équipe                    | Pts | J  | G  | N | P  | Bp | Bc | Diff |
| ---- | ------------------------- | --- | -- | -- | - | -- | -- | -- | ---- |
| 1    | Cotonsport Garoua (T)     | 38  | 16 | 11 | 5 | 0  | 25 | 1  | +24  |
| 2    | Sable Batié               | 24  | 16 | 6  | 6 | 4  | 14 | 9  | +5   |
| 3    | Fovu Baham                | 23  | 16 | 6  | 5 | 5  | 14 | 10 | +4   |
| 4    | Tonnerre Yaoundé          | 23  | 16 | 6  | 5 | 5  | 17 | 18 | -1   |
| 5    | Mount Cameroun            | 22  | 16 | 6  | 4 | 6  | 16 | 14 | +2   |
| 6    | Unisport Bafang           | 18  | 16 | 4  | 6 | 6  | 17 | 21 | -4   |
| 7    | Kadji Sport Academies (P) | 18  | 16 | 4  | 6 | 6  | 16 | 20 | -4   |
| 8    | Université Ngaoundéré (P) | 16  | 16 | 4  | 4 | 8  | 16 | 24 | -8   |
| 9    | Cintra Yaoundé            | 12  | 16 | 3  | 3 | 10 | 16 | 34 | -18  |

|  | Qualifié pour la poule pour le titre   |
|  | Participation à la poule de relégation |
|  | Relégué en deuxième division           |

#### Groupe B
| Rang | Équipe               | Pts | J  | G | N | P | Bp | Bc | Diff |
| ---- | -------------------- | --- | -- | - | - | - | -- | -- | ---- |
| 1    | Racing Bafoussam     | 30  | 16 | 9 | 3 | 4 | 16 | 8  | +8   |
| 2    | Bamboutos Mbouda     | 26  | 16 | 7 | 5 | 4 | 18 | 10 | +8   |
| 3    | Canon Yaoundé        | 26  | 16 | 8 | 2 | 6 | 15 | 12 | +3   |
| 4    | Union Douala         | 23  | 16 | 6 | 5 | 5 | 19 | 18 | +1   |
| 5    | Botafogo de Buéa (P) | 23  | 16 | 6 | 5 | 5 | 14 | 14 | 0    |
| 6    | Victoria United      | 20  | 16 | 6 | 2 | 8 | 15 | 20 | -5   |
| 7    | Espérance Guider (P) | 20  | 16 | 6 | 2 | 8 | 14 | 19 | -5   |
| 8    | PWD Bamenda          | 17  | 16 | 5 | 2 | 9 | 18 | 22 | -4   |
| 9    | Renaissance Ngoumou  | 15  | 16 | 3 | 6 | 7 | 14 | 20 | -6   |

|  | Qualifié pour la poule pour le titre   |
|  | Participation à la poule de relégation |
|  | Relégué en deuxième division           |

### Seconde phase

#### Poule pour le titre
| Rang | Équipe                | Pts | J  | G | N | P | Bp | Bc | Diff |
| ---- | --------------------- | --- | -- | - | - | - | -- | -- | ---- |
| 1    | Cotonsport Garoua'T'C | 30  | 14 | 9 | 3 | 2 | 30 | 9  | +21  |
| 2    | Racing Bafoussam      | 28  | 14 | 8 | 4 | 2 | 18 | 6  | +12  |
| 3    | Union Douala          | 26  | 14 | 7 | 5 | 2 | 18 | 13 | +5   |
| 4    | Bamboutos Mbouda      | 17  | 14 | 3 | 8 | 3 | 8  | 7  | +1   |
| 5    | Fovu Baham            | 13  | 14 | 3 | 4 | 7 | 9  | 18 | -9   |
| 6    | Sable Batié           | 12  | 14 | 3 | 6 | 5 | 14 | 19 | -5   |
| 7    | Canon Yaoundé         | 11  | 14 | 2 | 5 | 7 | 4  | 17 | -13  |
| 8    | Tonnerre Yaoundé      | 9   | 14 | 2 | 3 | 9 | 10 | 22 | -12  |

|  | Qualifié pour la Ligue des champions de la CAF 2005       |
|  | Qualifié pour la Coupe de la CAF 2005                     |
|  | Qualifié pour la Coupe UNIFFAC des clubs 2005             |
|  | T : Tenant du titre C : Vainqueur de la Coupe du Cameroun |

#### Poule de relégation
| Rang | Équipe                 | Pts | J  | G | N | P | Bp | Bc | Diff |
| ---- | ---------------------- | --- | -- | - | - | - | -- | -- | ---- |
| 1    | Mount Cameroun         | 21  | 14 | 5 | 6 | 3 | 18 | 11 | +7   |
| 2    | Unisport Bafang        | 21  | 14 | 6 | 3 | 5 | 15 | 12 | +3   |
| 3    | PWD Bamenda            | 21  | 14 | 6 | 3 | 5 | 17 | 20 | -3   |
| 4    | Kadji Sport AcademiesP | 20  | 14 | 6 | 2 | 6 | 23 | 17 | +6   |
| 5    | Université NgaoundéréP | 20  | 14 | 6 | 2 | 6 | 13 | 15 | -2   |
| 6    | Espérance GuiderP      | 20  | 14 | 6 | 2 | 6 | 15 | 18 | -3   |
| 7    | Victoria United        | 18  | 14 | 5 | 3 | 6 | 20 | 20 | 0    |
| 8    | Botafogo de BuéaP      | 15  | 14 | 4 | 3 | 7 | 12 | 20 | -8   |

|  | Relégué en deuxième division |
|  | P : Promu de D2              |

## Bilan de la saison
| Championnat du Cameroun de football 2004 |                              |
| Champion                                 | Cotonsport Garoua (5e titre) |
| Coupes et trophées                       |                              |
| Vainqueur de la Coupe du Cameroun 2004   | Cotonsport Garoua            |
| Qualifications continentales             |                              |
| Ligue des champions de la CAF 2005       | Cotonsport Garoua            |
| Ligue des champions de la CAF 2005       | Racing Club Bafoussam        |
| Coupe de la confédération 2005           | Bamboutos Mbouda             |
| Coupe de la confédération 2005           | Union Douala                 |
| Coupe UNIFFAC des clubs 2005             | Fovu Baham                   |
| Promotions et relégations                |                              |
| Promus en MTN Elite One                  | Aigle royal de La Menoua     |
| Promus en MTN Elite One                  | Les Astres FC                |
| Promus en MTN Elite One                  | Sahel FC                     |
| Promus en MTN Elite One                  | Foudre Sportive d'Akonolinga |
| Relégués en MTN Elite Two                | Cintra Yaoundé               |
| Relégués en MTN Elite Two                | Renaissance FC de Ngoumou    |
| Relégués en MTN Elite Two                | Victoria United              |
| Relégués en MTN Elite Two                | Botafogo de Bouéa            |